# دلیریوم (فیلم ۲۰۱۴)
دلیریوم (اسپانیایی: Delirium‎) فیلمی آرژانتینی به کارگردانی «کارلوس کایماکامیان کارائو» است که در سال ۲۰۱۴ منتشر شد. از بازیگران آن می توان به ریکاردو دارین و سوسانا خیمنس اشاره کرد. 